# 法維萊交通
法維萊交通（法語：Faiveley Transport，法語發音：[fɛvəlɛ tʁɑ̃spɔʁ]）是法国一家制造鐵路運輸设备的公司，前身是成立于1919年的法維萊股份有限公司。法维莱交通于1955年推出了世界上首个單臂式集電弓，其子公司分布在全球超过24个国家。
2016年，美國西屋空氣制動技術股份有限公司向法維萊家族收購了法維萊交通的大部分股權，成爲最大股東。

## 历史

### 起步
1919年，路易·法維萊于法国圣旺成立了路易法維萊商行。起初其運營規模僅是一個裝配機電零件的小型車間，但其很快發展成一个在法国领先的铁路設備製造商。1923年該商行推出其第一個集電弓產品。1930年，該商行開始投入列車自動門系统的制造。到了20世紀30年代，該商行已經是其所涉及到的業務在法国的先驅之一。1935年，该商行轉型成爲股份有限公司，但大部分股份由法維萊家族掌握。
二戰之后，该公司迅速恢复。1946年，其推出了電熱系统。1955年，一列由法維萊裝備的列車的測試速度超过每小时331公里，创造了当时高鐵的新记录。同年，法維萊还推出了世界上第一個單臂式集電弓。这一创新成果帮助了法維萊在当时的鐵路集電弓系統領域確立其世界領先的地位。

### 走向国际
1961年，法维莱公司成立了一个研发部门以研究电子在铁路行业的应用，包括自动门系统的研发。同时还开始为巴黎地鐵装备新的膠輪電聯車。1965年，该公司开始生产建筑用自动门，并于1968年专门为此业务建立了一家新的子公司，即法維萊自動化。
此时法维莱仍在继续扩张。1966年，其在西班牙设立了第一个海外子公司，翌年在巴西设立了一个负责设备领域的子公司。1979年，创建了意大利分公司。这期间法维莱曾试图打进北美市场，但仅在20世纪90年代后期才在美国和加拿大开展业务。
扩张的同时法国仍然是法維萊的核心市场。20世纪70年代，该公司为法国国家铁路公司推出新的Corail列车以及为新一代的MF77型地铁列车提供设备。1972年，法維萊推出了其首款高速集电弓，并在不久之后将此款高速集电弓引入其第一个全自动電氣化鐵路系统。
在1984年，法维莱购买了圣戈班的附属航空工业运输部门，用于客运列车空调系统。同年收购了馬特拉旗下的因特莱克公司（Interlec）的轉速表业务。此时，法維萊公司将内部与交通有关的业务和附属公司整合成一个新的附属公司——法維萊交通。
法維萊也是法国国家铁路新款TGV列车的供应商之一。1990年，法國國鐵TGV-A型列车以每小时513.3公里的时速创下当时軌道車輛速度的新纪录，而此列车装备的法维莱受电弓成为打破纪录的关键。
1991年，法维莱将其总部迁到圣皮埃尔德科尔。

### 多元发展

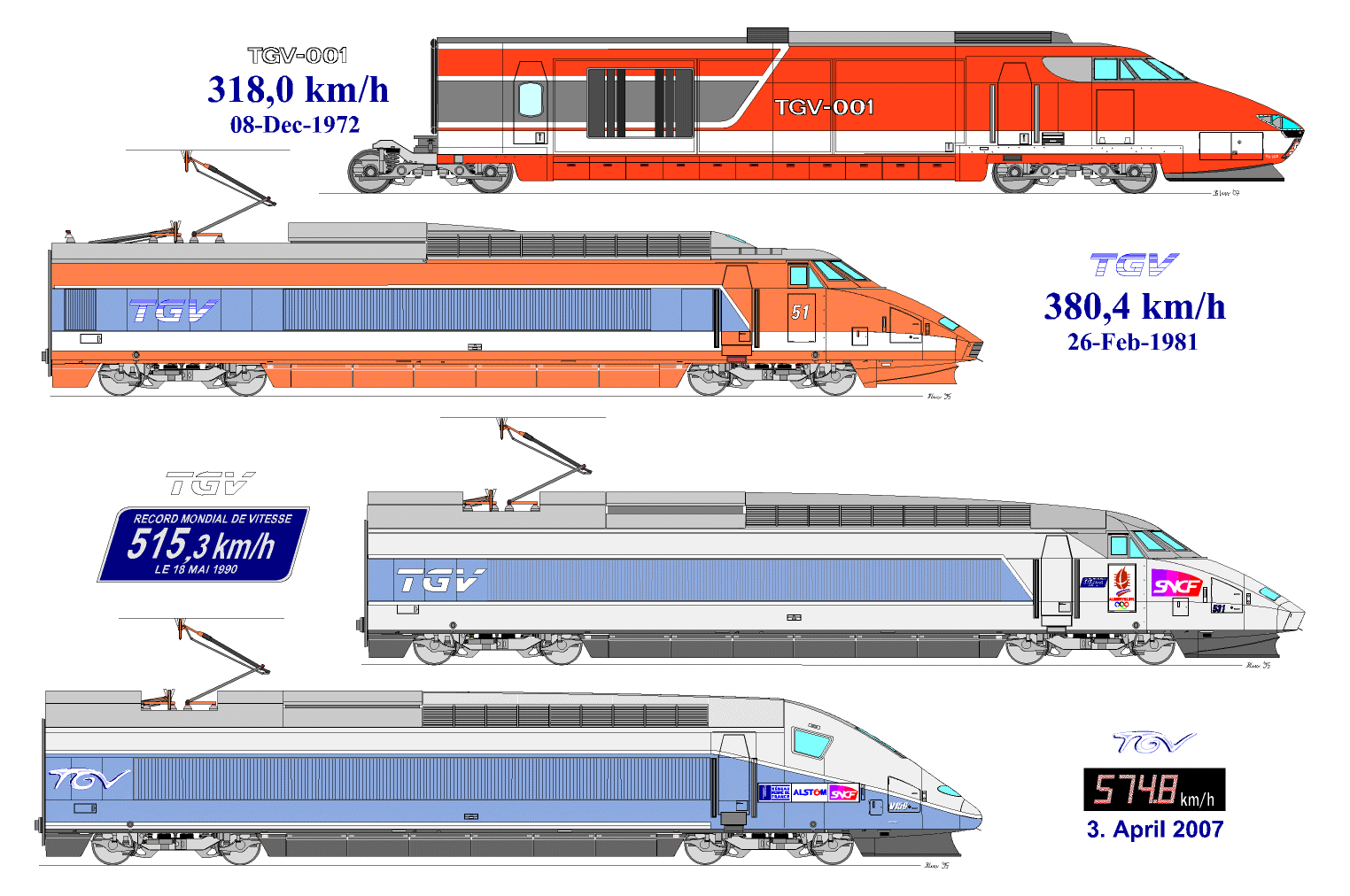
法维莱分别为1981年、1990年和2007年创造軌道車輛速度紀錄的TGV高速列车提供受电弓

随着在其本業领域的業務竞争越来越激烈，於是法維萊决定扩大其业务。
在1992年，该公司合併塑料产品的制造商格蘭-佩雷。1993年，法維萊將其業務範圍集中在具有历史的铁路和运输设备製造方面，並將旗下的全新塑料部门售予法維萊自動化子公司。而在日本市场上，它也作出侵略性的举动来增加其业务，其中一項最重要的決策，是和納博克組成一个合资企业，称为納博克-法維萊有限公司，成為日本铁路的领先供应商之一。后来，法維萊还与三井合作。 當年法維萊创建了一間英国子公司，負責當地最近私有化的铁路系统業務。
1994年，法維萊在巴黎交易所股票上市。 在1995年收购生產热喷成形塑料的VPI-Verchère塑料工業。次年，法維萊也加入了Rhône Moulage和Sepal Ltd.两家專門生產塑料公司的營運業務。十年後，这些材料的營業額已提升到佔法維萊的销售总额将近20%。

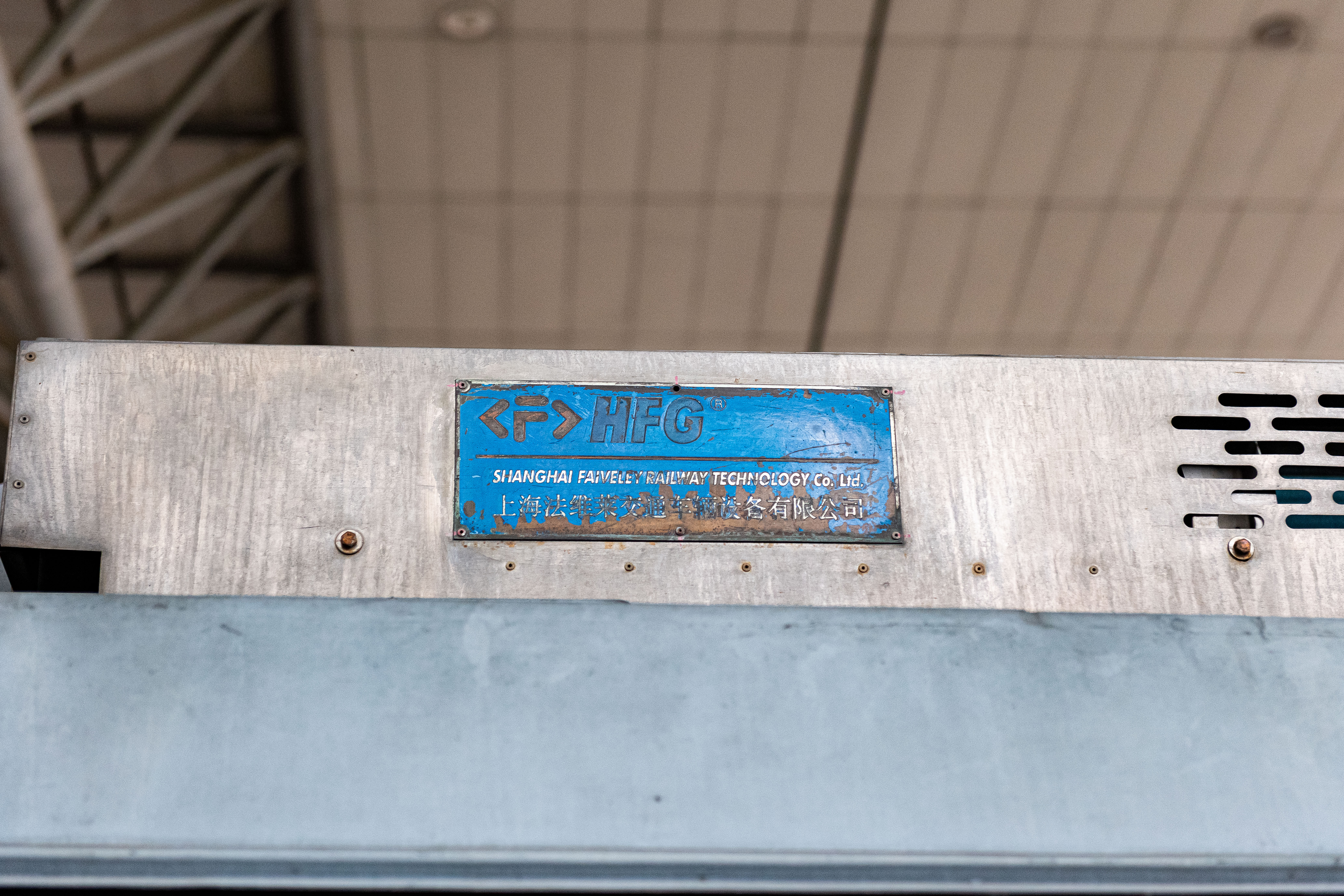
上海法维莱交通车辆设备有限公司2000年代初期的列车空调厂牌，仍使用HFG标识（当时其德国资方称“HFG HVAC Faiveley GmbH und Co. KG”）

1995年，法維萊从德国西门子母公司购买铁路空调公司Hagenuk Fahrzeugklima GmbH（1991年从哈格诺克拆分）。此項收购是进入德国市场的一項关键步骤，並透過其在中国的附属子公司上海Hagenuk冷冻机進入亚洲市場，但也為公司在接下來的幾年带来了虧損，並导致包括在德国和法国的員工削减和董事会組織重组。

2004年至2016年所用的公司標誌

2002年12月，法維萊购买捷克的集電弓和电动机械设备供应商Lekov75％的股份。 在2004年，併购列车煞車系統制造商Sab Wabco和空调制造商Neu Systèmes。於2007年初，收购电子系统和軌道车辆制造商ESPAS集團。 法維萊CX型受电弓被装在V150高速列车，於2007年破纪录的測试中建立新的每小时574.8公里世界火车速度记录。
2008年4月，该公司併購Carbone Lorraine旗下烧结制动器材料的制造和设计的部门。 在同年七月，收購美国货车零部件制造商Ellcon-National。

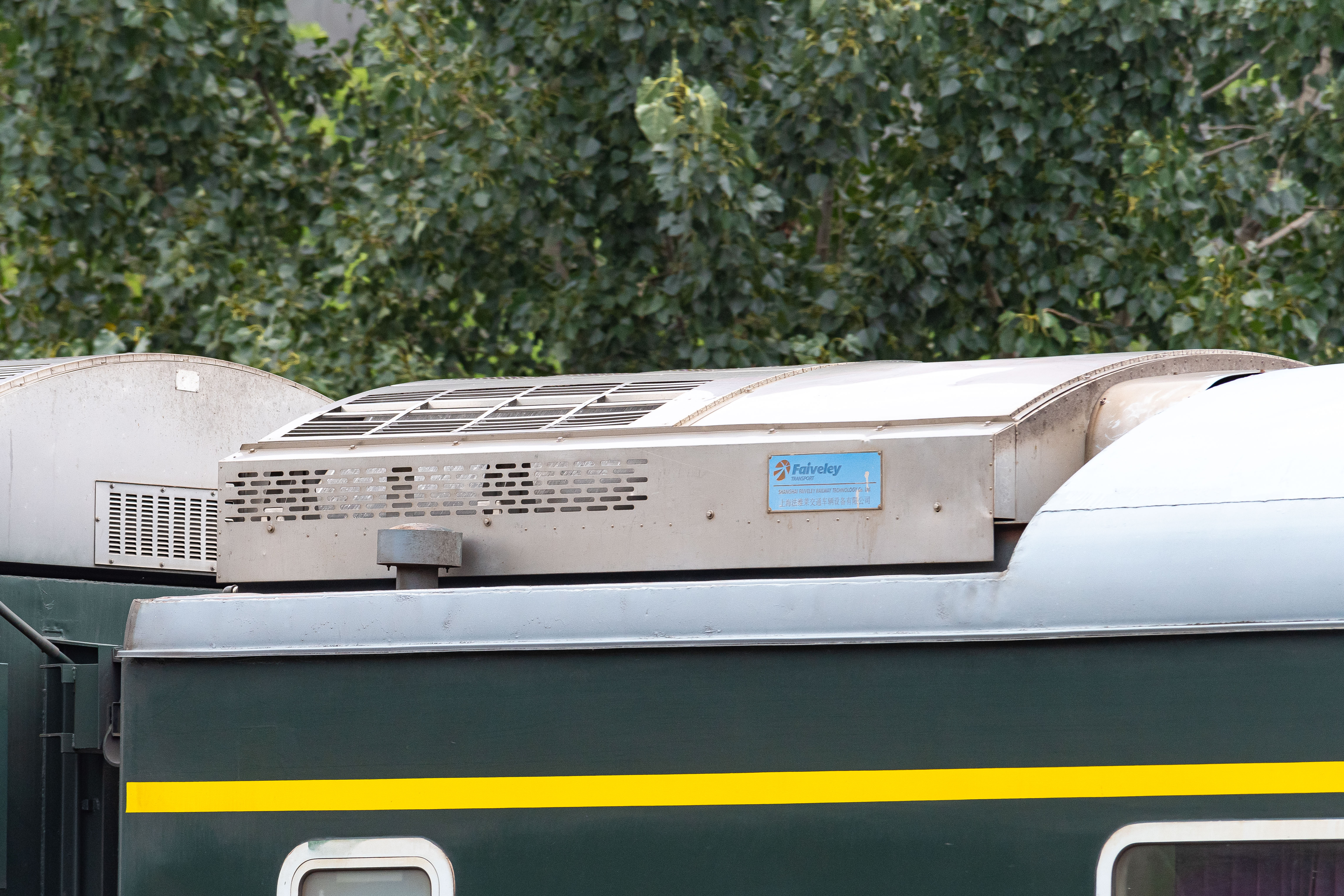
上海法维莱交通车辆设备有限公司（2001年之前称“上海哈格诺克冷气机有限公司”）生产的铁路客车单元式空调机组

2009年，法維萊股份有限公司与其子公司法維萊运输合并，改称为法維萊运输股份有限公司。
2011年3月，该公司收购了机动车辆暖气、通风和空调设备制造商Urs Dolder AG 80%的股份和Lekov剩余的股份。
2012年3月，法維萊運輸完成收购格雷厄姆-懷特，一間美国设计和制造铁路运输用的压缩空气烘干以及制动系统的製造商。
2013年2月，该公司贏得了对於西屋制動技術的不公平竞争和违反營業秘密行为的訴訟。
2016年11月30日，法維萊家族所持有的51%公司股份被西屋制動技術收购，使西屋制動技術完全持有法維萊运输的股份。

## 目前的活动

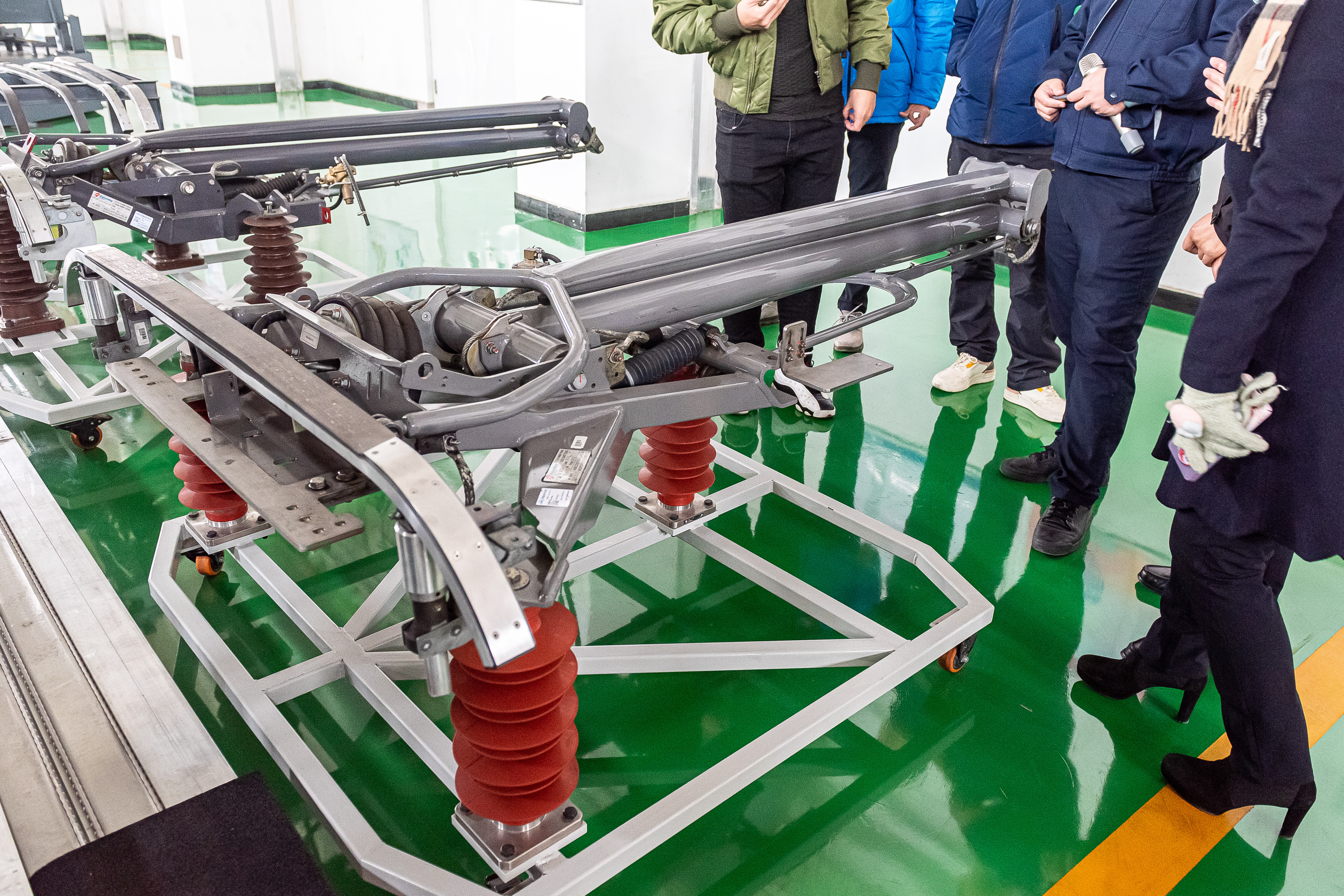
法維萊製造的CX-GI032型集電弓

法維萊运输提供了一个范围广泛的产品有关的训练设备，例如舱暖气、通风和空调(空调);暖通空调系统室、空气分配管道、排,urs多尔德加热器；受电弓和高压的交换机、能源米，辅助动力转换器，主控制器和驱动程序的意识的系统。 该公司还提供访问和信息系统，例如 平台幕门 和 自动平台的大门，门户网站平台，门系统，旅客信息系统和 闭路电视警惕. 此外，它还提供了检查和安全的产品，包括 耦合器, 测距法/tachometry 系统和事件的记录，制动控制单元，油空气发生器暴风雪,兰打磨、桥的安装光盘，magnetictrack刹车，刹车盘控制器、空气和空气处理，并且伸缩的压缩机。 该公司提供的翻修、维修、安装和咨询服务，包括扭矩和工程的维修及备件和物流。 它提供电车、地铁、高速火车头，以及区域市场的火车。

### 由西屋制動技術收购
在2016年， 西屋制動技術公司从法維萊家族处获得了法維萊运输的的大多数股票所有权，他们已经拥有的大约51%的股票为16亿欧元和6.3亿股的西屋制動技術的普通股。 之后的 招标，提供 对于余下的悬而未决的股份，西屋制動技術拥有98.53％的法維萊股份，97.66％的投票权。 西屋制動技術计划完成的采集与一个强制性的 挤压出来 的股份，而不是招标.

### 引文
1. 1 2 3  . businessweek.com. BusinessWeek.   [16 August 2012]. （原始内容存档于2013-01-18）.
2. 1 2  . reuters.com. Reuters.   [16 August 2012]. （原始内容存档于2016-03-06）.
3. 1 2 3 4 5 6 7 8 9 10   31. St. James Press. June 2001. ISBN 1558624449.
4. 1 2 3 4 5 6  . Manufacturingtoday-europe.com. May–June 2007  [16 August 2012]. （原始内容存档于16 December 2013）.
5. 1 2  . Faiveley Transport.   [30 June 2017]. （原始内容存档于2019-07-15）.
6. ↑  . L'Usine Nouvelle n°2448. Usinenouvelle.com. 17 March 1994  [16 August 2012]. （原始内容存档于2020-04-06） （法语）.
7. 1 2  . reuters.com. Reuters. 11 March 2011  [16 August 2012]. （原始内容存档于1 February 2013）.
8. ↑   (PDF), Industrial Engineering News Europe, 2007, 33 (8): 15  [2020-04-06], （原始内容 (PDF)存档于2016-08-28）
9. ↑  . Railway-technology.com. 1 April 2008  [17 August 2012]. （原始内容存档于2016-08-10）.
10. ↑  . Railway-technology.com. 31 July 2008  [17 August 2012]. （原始内容存档于2017-09-25）.
11. ↑  . biz.yahoo.com. Yahoo! Business.   [16 August 2012]. （原始内容存档于13 December 2005）.
12. ↑  . reuters.com. Reuters. 25 February 2011  [16 August 2012]. （原始内容存档于1 February 2013）.
13. ↑  . reuters.com. Reuters. 6 February 2012  [11 March 2013]. （原始内容存档于2013-12-16）.
14. ↑  . reuters.com. Reuters. 7 February 2013  [11 March 2013]. （原始内容存档于2013-04-11）.
15. ↑  . International Railway Journal. International Railway Journal. 1 December 2016  [5 December 2016]. （原始内容存档于30 December 2017）.
16. ↑  . Wabtec Corporation.   [30 June 2017].[]